# Пролобно
Проло́бно или Пролубно (бел. Прало́бна) — пограничое озеро в Туричинской волости Невельского района Псковской области России и Россонском районе Витебской области Белоруссии в бассейне реки Дрисса.
Площадь — 2,13 км² (в другом источнике — 0,87 км²). Максимальная глубина — 8,0 м, средняя глубина — 5,0 м. Котловина озера состоит из двух плёсов.
Озеро проточное. Относится к бассейну реки Дриссы (Западной Двины). Соединено с Дриссой протокой. Площадь водосбора 70 км² (в другом источнике — 13,4 км²).
Тип озера лещово-плотвичный с судаком и уклеей. Массовые виды рыб: щука, окунь, плотва, лещ, красноперка, елец, голавль, судак, язь, густера, пескарь, щиповка, верховка, уклея, линь, сом, налим, вьюн, карась.
Для озера характерно песчано-илистое дно.
Ближайший населённый пункт в России — деревня Савино; в Белоруссии — деревня Уклеенка. Южнее расположен автомобильный погранпереход Краснополье-Стайки.

## Топографическая карта
- Лист карты N-35-VI. Масштаб: 1 : 200 000. Указать дату выпуска/состояния местности.